# Österrikiska tronföljdskriget

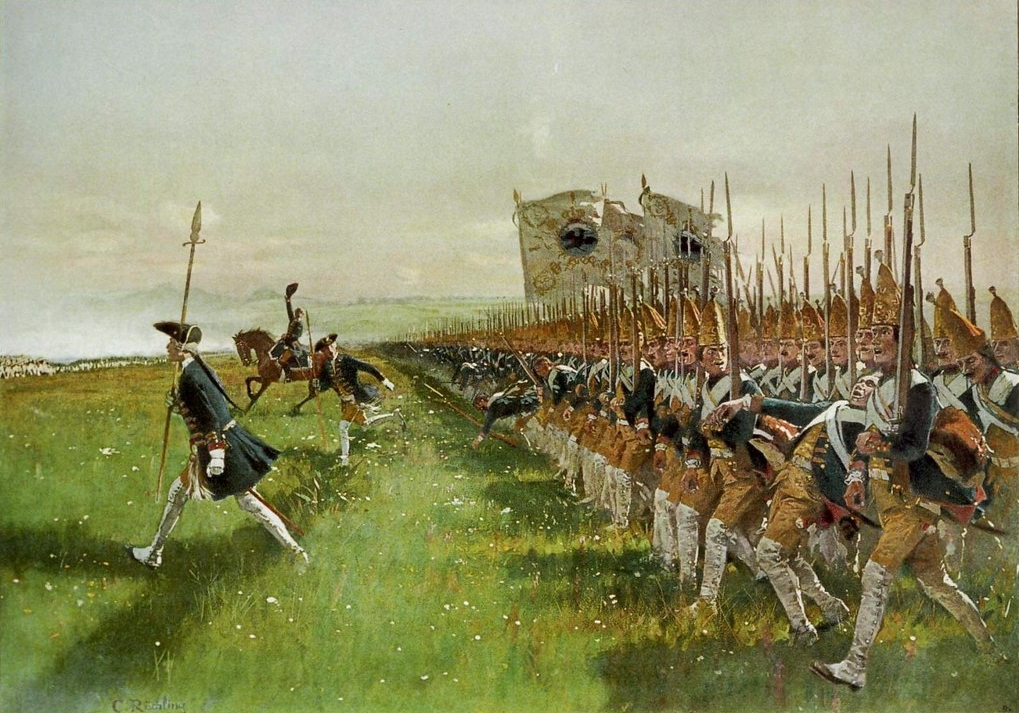
Preussiska infanteriets anfall i slaget vid Hohenfriedberg av Carl Röchling.

Österrikiska tronföljdskriget (1740–48), också känt som Kung Georgs krig i Nordamerika, som införlivade kriget om kapten Jenkins öra med Spanien och två av de tre schlesiska krigen, involverade större delen av Europa; på ena sidan Preussen, Spanien, Frankrike, Bayern, Sverige, Sicilien, Neapel och Genua och på andra sidan Habsburgmonarkin, Storbritannien, Ryssland, Nederländerna, Sachsen, Hannover och Sardinien. Kriget utlöstes av att den tysk-romerske kejsaren Karl VI avled den 20 oktober 1740 och att därmed huset Habsburg utslocknade på svärdssidan.
Krigets viktigaste följder var att kejsarinnan Maria Teresia av Österrike bekräftades som arvinge till de habsburgska österrikiska arvländerna och att hennes make Frans I erkändes som tysk-romersk kejsare, medan Österrike avträdde Schlesien till Preussen och hertigdömet Parma och Piacenza samt Guastalla till Filip av Bourbon.

## Bakgrund
Kejsar Karl VI avled den 20 oktober 1740 utan att ha någon son som arvinge. Karl VI:s hela politik hade avsett att trygga hans dotter Maria Teresias arvsrätt till de österrikiska arvländerna, och med dyra uppoffringar hade han genom pragmatisk sanktion fått lagen om detta bekräftad av de flesta stater. Han hade dock knappt avlidit förrän krig utbröt om arvet. Kung Filip V av Spanien, kurfurst Karl Albert av Bayern och kung August III av Polen (som också var kurfurste av Sachsen) gjorde anspråk på delar av arvet såsom ättlingar på kvinnolinjen av huset Habsburg. Kung Karl Emanuel av Sardinien fordrade Milano, och Fredrik II av Preussen ville ha Schlesien.

## Kriget
Fredrik II av Preussen var den som först gick till angrepp. Redan i december 1740 ryckte hans armé in i Schlesien. Även Frankrike slöt sig till Maria Teresias fiender. I Nymphenburg slöt Frankrike, Bayern och Spanien den 28 maj 1741 ett formellt förbund mot hennes arvsrätt, och till detta sällade sig snart Kurpfalz och Köln. Även med Preussen ingick Frankrike ett förbund den 5 juni 1741, enligt vilket kurfursten av Bayern skulle bli kejsare och få de nordliga arvländerna utom Schlesien, som skulle tillfalla Fredrik, Sachsen skulle få Mähren och en del av Schlesien medan Maria Teresia skulle få behålla endast Ungern, Nedre Österrike, Kärnten, Krain och Steiermark.
På Maria Teresias sida ställde sig Ryssland, som dock genom Sveriges anfall 1741 (se hattarnas ryska krig) hindrades att komma till hjälp, och England, som verkligen längre fram gav henne ett kraftigt understöd. Efter Fredriks seger i slaget vid Mollwitz den 10 april 1741 började Maria Teresia underhandla med honom. Eftersom Fredrik samtidigt slöt fördrag med Bayern och lovade Bayerns kurfurste en del av de österrikiska arvländerna fortsatte kriget mellan Fredrik och Maria Teresia, det så kallade första schlesiska kriget. En bayersk-sachsisk-fransk armé ryckte in i Böhmen och erövrade Prag den 27 november 1741. Spanjorerna föll in i hertigdömet Milano. Då vände drottningen sig i sin nöd till ungrarna, som ställde upp en armé som snart rensade Böhmen från fiender och ryckte in i Bayern. Den bayerske kurfursten hade låtit välja sig till kejsare under namnet Karl VII den 24 januari 1742, men på hans kröningsdag den 12 februari besatte österrikarna München, och från denna tid hade han begränsat inflytande, även om han behöll en del av sitt land.
Fredrik II segrade i slaget vid Chotusitz den 17 maj 1742, men slöt därpå separatfred, preliminärt i Breslau den 11 juni och definitivt i Berlin den 28 juli 1742. Freden gav honom Schlesien och Sachsen omfattades av denna fred. Maria Teresia kunde nu vända hela sin styrka mot Bayern, Frankrike och Spanien. Samtidigt ingrep Storbritannien i kriget. Kung Georg II besegrade i slaget vid Dettingen den 27 juni 1743 i spetsen för den så kallade pragmatiska armén en fransk armé under Adrien Maurice de Noailles. Sardinien gick samtidigt över på Österrikes sida och förband sig att ställa upp hjälptrupper för dess räkning. Även Nederländerna slöt sig till förbundet och sände drottningen undsättning. Allt detta gjorde Fredrik II orolig. Han började frukta för sin nya erövring och närmade sig åter Frankrike, vars arméer opererade i Flandern, Rhendalen och norra Italien. Slutligen började Fredrik ånyo krig i augusti 1744, det så kallade andra schlesiska kriget. Han föll in i Böhmen, men fick inget understöd av sina bundsförvanter, som var upptagna på annat håll. Dock vann han 1745 i slaget vid Hohenfriedeberg den 4 juni, slaget vid Soor den 30 september och slaget vid Hennersdorf samt slöt därpå ny fred i Dresden den 25 december 1745, då han fick bekräftelse på Schlesien, men erkände Maria Teresias gemål, Frans I, som kejsare.
Den 20 januari 1745 hade kejsar Karl VII avlidit och den nye kurfursten av Bayern, Maximilian III Joseph av Bayern, slöt den 22 april 1745 separatfred med Österrike i Füssen, varvid han erkände den pragmatiska sanktionen och fick tillbaka sitt av fienden erövrade och svårt förhärjade land. Därigenom kom Frankrike och Spanien att stå ensamma kvar bland Österrikes viktigare fiender. Frankrike, som lidit svåra förluster mot engelsmännen till sjöss och i kolonierna, lyckades i Moritz av Sachsen finna en räddare. Han slog i grund engelsmän, holländare och österrikare under hertigen av Cumberland i slaget vid Fontenoy den 11 maj 1745, varefter en mängd orter i Belgien föll i fransmännens händer. Även i Italien blev österrikarna slagna flera gånger samma år. Mot Storbritannien riktades ett svårt anfall, då "den yngre pretendenten", Karl Edvard Stuart år 1745 började en resning i Skottland för att söka återvinna sina fäders tron. Företaget misslyckades visserligen, men en del av de brittiska trupperna på kontinenten måste återkallas, vilket gav Moritz av Sachsen tillfälle att storma Bryssel 1746 och vinna slaget vid Rocoux den 11 oktober samma år. Följande år slog han åter de allierade under hertigen av Cumberland i slaget vid Lauffeld den 2 juli 1746.

## Freden
Det långa kriget började nu utmatta alla parterna, inte minst engelsmännen. Därför inleddes i början av 1748 fredsunderhandlingar i Aachen, och den 18 oktober samma år slöts fred. Maria Teresia behöll sin faders alla länder utom Schlesien, som garanterades åt Fredrik, samt Hertigdömet Parma och Piacenza med Guastalla, som den spanske infanten Don Filip fick som bourbonsk sekundogenitur. Även Sardinien erhöll ett par mindre områden. Frankrike och England återlämnade åt varandra de områden som de hade erövrat.